# Wieże widokowe w kraju pardubickim
W kraju pardubickim, w Czechach, znajdują się 22 wieże widokowe, z czego 10 w powiecie Uście nad Orlicą, 9 w powiecie Chrudim, a 3 w powiecie Svitavy. Najwyżej położona jest wieża Klepáč, zlokalizowana na Trójmorskim Wierchu, na wysokości 1 143 m n.p.m., nieco poniżej wierzchołka. Najwyższa jest natomiast wieża na Kozlovským kopcu, która osiąga 55,5m.

## Lista
| Nazwa                              | Zdjęcie | Lokalizacja                                | Powiat           | Wysokość n.p.m. | Wysokość wieży | Rok powstania | Źródło |
| ---------------------------------- | ------- | ------------------------------------------ | ---------------- | --------------- | -------------- | ------------- | ------ |
| Wieża widokowa Bára II             |         | Čertova skalka okolice Chrudima            | Chrudim          | 347 m n.p.m.    | 17m            | 2009 r.       | [ 3 ]  |
| Wieża widokowa Barborka            |         | Heřmanův Městec                            | Chrudim          | 312 m n.p.m.    | 13,8m          | 2013 r.       | [ 4 ]  |
| Wieża widokowa Boiika              |         | České Lhotice                              | Chrudim          | 520 m n.p.m.    | 15m            | 2006 r.       | [ 5 ]  |
| Wieża widokowa Borówka             |         | Předhradí                                  | Chrudim          | 461 m n.p.m.    | 18,5m          | 2005 r.       | [ 6 ]  |
| Wieża widokowa Járy Cimrmana       |         | Březová nad Svitavou                       | Svitavy          | 476 m n.p.m.    | 15m            | 2007 r.       | [ 7 ]  |
| Wieża widokowa Klepáč              |         | Trójmorski Wierch w okolicach Dolní Moravy | Uście nad Orlicą | 1 143 m n.p.m.  | 25m            | 2009 r.       | [ 1 ]  |
| Wieża widokowa na Kozlovským Kopcu |         | Kozlovský kopec okolice Českiej Třebovy    | Uście nad Orlicą | 601 m n.p.m.    | 55,5m          | 2001 r.       | [ 2 ]  |
| Wieża widokowa na Křížovej Horze   |         | Křížová hora okolice Červenej Vody         | Uście nad Orlicą | 735 m n.p.m.    | 25m            | 2007 r.       | [ 8 ]  |
| Wieża widokowa Lanšperk            |         | gród Lanšperk okolice Dolní Dobrouča       | Uście nad Orlicą | brak informacji | ok. 8m         | 2007 r.       | [ 9 ]  |
| Wieża widokowa Lázek               |         | Lázek okolice Cotkytl                      | Uście nad Orlicą | 714 m n.p.m.    | 20m            | 1933 r.       | [ 10 ] |
| Wieża widokowa Mariánka            |         | Mariánská hora okolice Horní Čermnej       | Uście nad Orlicą | 500 m n.p.m.    | ok. 23m        | 2014 r.       | [ 11 ] |
| Wieża widokowa Pastýřka            |         | okolice Moravskiej Třebovy                 | Svitavy          | 515 m n.p.m.    | 27m            | 2009 r.       | [ 12 ] |
| Wieża widokowa Terezka             |         | Proseč                                     | Chrudim          | 645 m n.p.m.    | 28m            | 2004 r.       | [ 13 ] |
| Wieża widokowa Rozálka             |         | Žamberk                                    | Uście nad Orlicą | 470 m n.p.m.    | 20m            | 1932 r.       | [ 14 ] |
| Wieża widokowa na Strážným vrchu   |         | Strážný vrch okolice Kunčiny               | Svitavy          | 601 m n.p.m.    | 12m            | 2006 r.       | [ 15 ] |
| Wieża widokowa Stříbrná krasavice  |         | Andrlův chlum okolice Uścia nad Orlicą     | Uście nad Orlicą | 559 m n.p.m.    | 49,4m          | 1996 r.       | [ 16 ] |
| Wieża widokowa na Suchým vrchu     |         | Suchý vrch okolice Červenej Vody           | Uście nad Orlicą | 975 m n.p.m.    | 33m            | 1932 r.       | [ 17 ] |
| Toulovcova rozhledna               |         | Proseč                                     | Chrudim          | 539 m n.p.m.    | 15,6m          | 2002 r.       | [ 18 ] |
| Wieża widokowa Truskawka           |         | Luže                                       | Chrudim          | 340 m n.p.m.    | ok. 12m        | 2008 r.       | [ 19 ] |
| Wieża widokowa Val                 |         | Králíky                                    | Uście nad Orlicą | 788 m n.p.m.    | 34,5m          | 2003 r.       | [ 20 ] |
| Wieża widokowa w Vojtěchovie       |         | Vojtěchov                                  | Chrudim          | 590 m n.p.m.    | 16,35m         | 2010 r.       | [ 21 ] |
| Wieża widokowa Zuberský kopec      |         | Zuberský vrch okolice Trhovej Kamenice     | Chrudim          | 615 m n.p.m.    | 55m            | 2004 r.       | [ 22 ] |